# Возвратный гортанный нерв
Возвратный гортанный нерв (лат. nervus laryngeus recurrens) — ветвь блуждающего нерва (десятая пара черепных нервов), которая обеспечивает двигательную функцию и чувствительность структур гортани, в том числе голосовых складок.  Этот нерв относится к 6-й жаберной дуге.

## Расположение
Нерв называется «возвратным», потому что он иннервирует мышцы гортани, проходя по сложной возвратной траектории: отходит от блуждающего нерва, который спускается из черепа в грудную клетку, и поднимается обратно к гортани.
У человека левый гортанный нерв отходит от блуждающего нерва на уровне его пересечения с дугой аорты латеральнее артериальной связки. Он огибает дугу аорты сзади и поднимается спереди от неё в борозде между трахеей и выступающим из-под неё пищеводом.
Правый гортанный нерв отходит от блуждающего нерва на уровне его пересечения с подключичной артерией, огибает её сзади и поднимается спереди от неё по боковой поверхности трахеи.
Далее оба нерва каждый со своей стороны пересекается с нижней щитовидной артерией и подступают к гортани как нижние гортанные нервы.
От гортанных нервов отходят следующие ветви: нижние шейные сердечные нервы; трахеальные ветви (иннервируют слизистую оболочку, железы и гладкие мышцы трахеи); пищеводные ветви (иннервируют слизистую оболочку, железы и поперечнополосатую мускулатуру верхнего отдела пищевода).

## Свидетельство эволюции
Возвратный гортанный нерв присутствует у всех млекопитающих и, как у человека, отходит от идущего из мозга блуждающего нерва, огибает дугу аорты или иную крупную артерию и идёт обратно к гортани. Особенно ярко этот маршрут выражен у жирафа: общая длина возвратного нерва может достигать четырёх метров, так как он проходит через всю шею туда (в составе блуждающего нерва) и обратно (как самостоятельный возвратный нерв), при том, что расстояние от мозга до гортани составляет всего несколько сантиметров.
Такая нецелесообразная траектория хорошо согласуется с синтетической теорией эволюции и не объясняется альтернативными подходами, а потому рассматривается как одно из доказательств эволюции. Такое строение этого нерва млекопитающие унаследовали от рыб, у которых отсутствует шея, и гомологичная ветвь блуждающего нерва идёт по оптимальной траектории.